# Håkon Brusveen
Håkon Brusveen (n. 15 iulie 1927, Vingrom, Oppland, Norvegia – d. 21 aprilie 2021, Comuna Lillehammer, Innlandet, Norvegia) a fost un schior de fond ce a reprezentat Norvegia, medaliat olimpic. A participat la 2 ediții ale Jocurilor Olimpice (1956, 1960) în care a câștigat o medalie de aur și o medalie de argint.